# Poa porsildii
Poa porsildii là một loài cỏ trong họ hòa thảo, thuộc chi poa.